# 斯威士兰历史
斯威士兰是一个处于南部非洲的国家。斯威士人原屬班圖族之一支，16世紀時班圖族自非洲中部遷徙至南部。十八世紀中葉，斯威士兰脫離班圖自立，其領袖為恩史瓦濟（Mswazi），其後該族即以史瓦濟為其族名。

## 早期历史
有证据表明在石器时代早期就有人类活动于今斯威士兰。该地区最早的原始居民为从事狩猎和采集的科伊桑人。

## 斯威士人早期定居（1740—1868年）
早期的斯威士人居住与今莫桑比克的马普托。在恩瓦尼三世的领导下，斯威士人定居于今斯威士兰。这些斯威士人最先定居于蓬戈拉河。在恩瓦尼三世的统治时期（约1745年到1780年），恩瓦尼王国建立。恩瓦尼王国和邻近的恩达望得王国（Ndwandwe）冲突不断。
1839年姆斯瓦蒂二世继承王位。在他的统治下斯威士兰的领土向北扩张，他把首都建在斯威士兰北部的霍霍。在他统治时期，斯威士兰军队的实力得到增强。姆斯瓦蒂二世于1868年去世。

## 1868年—1899年
斯威士人与欧洲殖民者接触发生于19世纪40年代。那时荷兰人在斯威士兰的西部定居。1868年，德兰士瓦共和国试图合并斯威士兰。斯威士兰发生继位争夺。德兰士瓦的布尔人希望通过支持穆班增尼（Mbandzeni）来维护自己在斯威士兰的权威。1879年，也就是祖鲁战争那一年，穆班增尼帮助了英国控制德兰士瓦。作为回报，斯威士兰受到英国的保护，以防止布尔人和祖鲁人的侵犯。在1881年，比勒陀利亚公约确立了英国对于德兰士瓦州的宗主国地位。其中第24条斯威士兰的独立被英国和斯威士兰确认。

## 布尔战争（1899年—1902年）
斯威士兰间接的卷入第二次布尔战争。1902年布爾战争之後，斯威士兰成為英國的保護國。

## 英国统治时期（1906年—1968年）
在1906年到1968年殖民时期，斯威士兰由英国南非派来的高级专员颁布法令统治。法令制定了当地驻员通过与当地白人和斯威士兰王室进行磋商而进行统治。1907年，在罗伯特的任期，三分之一的斯威士兰归为斯威士人的国土，三分之二为英国皇室或欧洲人的商业用途土地。1921年，英国建立了第一个斯威士兰立法机构。

## 独立后
1968年9月6日獨立。1973年4月，索布扎二世廢除憲法並解散議會，禁止政黨活動。1978年制定新憲法，確立君主立憲統治。1986年4月25日現任國王恩史瓦帝三世即位。
2018年4月19日，國王恩史瓦帝三世為避免國名與歐洲國家瑞士 混淆，宣布將英語國名由改為。的史瓦濟語原義是「史瓦濟人的土地」。中文譯名方面，台灣由「史瓦济兰」改為「史瓦帝尼」；中國則維持原名「斯威士兰」。